# Martin Molin
Martin Molin (* 24. ledna 1983 Karlstadt, Německo) je švédský hudebník a kapelník skupiny Wintergatan. Před založením skupiny Wintergatan byl se svým bratrem Andersem Molinem součástí malé hudební skupiny Detektivbyrån. Po rozpadu skupiny založil skupinu Wintergatan, jehož styl navazoval na styl předcházející skupiny. Je to multiinstumentalista.